# صحت و دقت

آماجی که دقت بالا و صحت پایین دارد

در یک مجموعه اندازه‌گیری، صِحَت (به انگلیسی: Accuracy) به معنی نزدیکی مقادیر اندازه‌گیری به یک مقدار خاص و دِقَت (به انگلیسی: Precision) به معنی نزدیکی مقادیر اندازه‌گیری به یکدیگر است.
صحت یک ابزار، معمولاً کالیبره شدنی می‌باشد اما دقت آن، بخشی از ماهیت ابزار می‌باشد.

دقت معیاری توصیفی از خطاهای تصادفی است که نشان‌دهندهٔ دامنهٔ پراکندگی آماری است.
صحت نیز به دو شکل تعریف می‌شود:
1. تعریفی که بیشتر معمول است، دقت را معیاری توصیفی از خطاهای ذاتی (سیستماتیک) اندازه‌گیری در نظر می‌گیرد که خود نشان‌دهندهٔ تمایل ذاتی داده‌ها است.[۳]
2. تعریف دیگر (تعریف ISO)، دقت را به توصیف هر دو نوع خطای مشاهده و همچنین تعریف بالا می‌گویند.[۴]

|                                                                              |                                                                                                | واقعیت | |                                                                                                 |                                                                                  |                                                                                  |
|                                                                              | جامعه آماری                                                                                    | در واقعیت مثبت | در واقعیت منفی                                                                                                 | شیوع = Σ Condition positive/Σ Total population                                                  | صحت (ACC) = Σ True positive + Σ True negative/Σ Total population                 | صحت (ACC) = Σ True positive + Σ True negative/Σ Total population                 |
| پیش‌بینی                                                                      | پیش‌بینی مثبت                                                                                   | مثبت صادق | مثبت کاذب خطای نوع اول                                                                                         | Positive predictive value (PPV), دقت و بازیابی = Σ True positive/Σ Predicted condition positive | میزان کشف اشتباه (FDR) = Σ False positive/Σ Predicted condition positive         | میزان کشف اشتباه (FDR) = Σ False positive/Σ Predicted condition positive         |
| پیش‌بینی                                                                      | پیش‌بینی منفی                                                                                   | منفی کاذب خطای نوع دوم | منفی صادق | False omission rate (FOR) = Σ False negative/Σ Predicted condition negative                     | Negative predictive value (NPV) = Σ True negative/Σ Predicted condition negative | Negative predictive value (NPV) = Σ True negative/Σ Predicted condition negative |
|                                                                              |                                                                                                | حساسیت و ویژگی (TPR), دقت و بازیابی، حساسیت و ویژگی، probability of detection, توان آماری = Σ True positive/Σ Condition positive | False positive rate (FPR), بازیابی اطلاعات، probability of false alarm = Σ False positive/Σ Condition negative | Positive likelihood ratio (LR+) = TPR/FPR                                                       | Diagnostic odds ratio (DOR) = LR+/LR−                                            | امتیاز اف ۱ = 2 · Precision · Recall/Precision + Recall                          |
| False negative rate (FNR), Miss rate = Σ False negative/Σ Condition positive | حساسیت و ویژگی (SPC), Selectivity, حساسیت و ویژگی (TNR) = Σ True negative/Σ Condition negative | Negative likelihood ratio (LR−) = FNR/TNR                                                                                        | |                                                                                                 | Diagnostic odds ratio (DOR) = LR+/LR−                                            | امتیاز اف ۱ = 2 · Precision · Recall/Precision + Recall                          |

|                               |                                                           | وضعیت پیش‌بینی‌شده                                            | وضعیت پیش‌بینی‌شده                                                           | منابع:                                                                                          | منابع:                                                                      |
| کل جامعه = P + N              | مثبت پیش‌بینی‌شده                                           | منفی پیش‌بینی‌شده                                             | اطلاع‌مندی (BM) = TPR + TNR − 1                                             | آستانه شیوع (PT) = √TPR × FPR - FPR/TPR - FPR                                                   |                                                                             |
| وضعیت واقعی                   | مثبت (P)                                                  | مثبت واقعی(TP)، ضربه صحیح (hit)                             | منفی کاذب (FN)، عدم تشخیص، کمتر از واقع برآورد شده (miss)                  | نرخ مثبت واقعی (TPR)، بازیابی، حساسیت (SEN)، احتمال تشخیص، نرخ ضربه صحیح، توان = TP/P = 1 − FNR | نرخ منفی کاذب (FNR)، نرخ عدم تشخیص (miss rate)خطای نوع دوم = FN/P = 1 − TPR |
| وضعیت واقعی                   | منفی (N)                                                  | مثبت کاذب (FP)، آلارم اشتباه، آژیر کاذب، برآورد بیش از واقع | منفی واقعی (TN) ، رد صحیح (correct rejection)                              | نرخ مثبت کاذب (FPR)، احتمال آژیر کاذب، fall-out خطای نوع اول = FP/N = 1 − TNR                   | نرخ منفی واقعی (TNR)، ویژگی (specificity)، گزینش‌پذیری = TN/N = 1 − FPR      |
|                               | شیوع = P/P + N                                            | ارزش اخباری مثبت (PPV)، دقت = TP/TP + FP = 1 − FDR          | نرخ حذف اشتباه (FOR) = FN/TN + FN = 1 − NPV                                | نسبت درست‌نمایی مثبت (LR+) = TPR/FPR                                                             | نسبت درست‌نمایی منفی (LR−) = FNR/TNR                                         |
| صحت (ACC) = TP + TN/P + N     | نرخ کشف اشتباه (FDR) = FP/TP + FP = 1 − PPV               | ارزش اخباری منفی (NPV) = TN/TN + FN = 1 − FOR               | نشانداری (MK)، deltaP (Δp) = PPV + NPV − 1                                 | نسبت شانس تشخیصی (DOR) = LR+/LR−                                                                |                                                                             |
| دقت متعادل (BA) = TPR + TNR/2 | امتیاز اف ۱ = 2 PPV × TPR/PPV + TPR = 2 TP/2 TP + FP + FN | شاخص فاوکس–مالوز (FM) = √PPV × TPR                          | ضریب همبستگی متیوز (MCC) = √TPR × TNR × PPV × NPV - √FNR × FPR × FOR × FDR | شاخص جاکارد، امتیاز تهدید (TS)، شاخص موفقیت بحرانی (CSI) = TP/TP + FN + FP                      | شاخص جاکارد، امتیاز تهدید (TS)، شاخص موفقیت بحرانی (CSI) = TP/TP + FN + FP  |

1. ↑  تعداد موارد واقعاً مثبت در داده‌ها
2. ↑  نتیجه‌ای که درست نشان می‌دهد یک وضعیت یا ویژگی حضور دارد
3. ↑  خطای نوع دوم: نتیجه‌ای که به‌اشتباه نشان می‌دهد یک ویژگی یا وضعیت حضور ندارد
4. ↑  تعداد موارد واقعاً منفی در داده‌ها
5. ↑  نتیجه‌ای که درست نشان می‌دهد یک وضعیت یا ویژگی غایب است
6. ↑  خطای نوع اول: نتیجه‌ای که به‌اشتباه نشان می‌دهد یک ویژگی یا وضعیت حضور دارد